# Паршигино
Паршигино — деревня в Шуйском районе Ивановской области. Входит в состав Остаповского сельского поселения.

## География
Находится в южной части Ивановской области на расстоянии приблизительно 6 км на восток-юго-восток по прямой от районного центра города Шуя.

## История
В 1859 году здесь (тогда деревня в составе Шуйского уезда Владимирской губернии) было учтено 20 дворов.

## Население
Постоянное население составляло 151 человек (1859 год), 71 в 2002 году (русские 98 %), 70 в 2010.